# Jun Iwashita
Jun Iwashita (Shizuoka, 8 april 1973) is een voormalig Japans voetballer.

## Carrière
Jun Iwashita speelde tussen 1992 en 2001 voor Shimizu S-Pulse, Vissel Kobe en Jatco.